# Comuna Stovpeț, Dubno
Stovpeț (în ucraineană Стовпець) este o comună în raionul Dubno, regiunea Rivne, Ucraina, formată din satele Dubovîțea, Kameana Verba, Ridkodubî, Stovpeț (reședința) și Zabirkî.

## Demografie
Componența lingvistică a comunei Stovpeț
     Ucraineană (99,52%)
     Alte limbi (0,48%)
Conform recensământului din 2001, majoritatea populației comunei Stovpeț era vorbitoare de ucraineană (99,52%), existând în minoritate și vorbitori de alte limbi.